# Rise Like a Phoenix
«Rise Like a Phoenix» (укр. Воскресну наче фенікс) — пісня у виконанні австрійського поп-співака Томаса Нойвірта в образі Кончіти Вурст, з якою він представив Австрію та переміг на конкурсі пісні «Євробачення-2014» вперше для Австрії після конкурсу «Євробачення 1966».
Пісня обрана 18 березня 2014 шляхом внутрішнього відбору, що дозволило австрійському співакові представити свою країну на міжнародному конкурсі пісні «Євробачення-2014», який пройшов у Копенгагені, Данія.
Пісня зайняла 4-е місце в премії OGAE (фр. Organisation Générale des Amateurs de l'Eurovision; англ. General Organisation of Eurovision Fans) міжнародних фан-клубних мереж конкурсу Євробачення та отримала «приз глядацьких симпатій» премії Марселя Безансона (англ. Marcel Bezençon Awards).

## Треклист
| Цифрова дистрибуція — iTunes | Цифрова дистрибуція — iTunes | Цифрова дистрибуція — iTunes |
| #                            | Назва                        | Тривалість                   |
| ---------------------------- | ---------------------------- | ---------------------------- |
| 1.                           | «Rise Like a Phoenix»        | 3:01                         |

## Позиції в чартах
Позиції в чартах станом на 24 травня 2014 року.
Illegal chart entered ItalyFIMI|26
| Чарт (2014)                                | Найвища сходинка |
| ------------------------------------------ | ---------------- |
| Австрія (Ö3 Austria Top 75)                | 1                |
| Бельгія (Ultratop Flanders)                | 8                |
| Бельгія (Ultratop Wallonia)                | 19               |
| Данія (Tracklisten)                        | 6                |
| Фінляндія (Finland Download) (Latauslista) | 2                |
| Франція (SNEP)                             | 39               |
| Німеччина (Media Control AG)               | 5                |
| Угорщина (Single Top 40)                   | 9                |
| Ірландія (IRMA)                            | 10               |
| Люксембург (Billboard)                     | 2                |
| Нідерланди (Mega Single Top 100)           | 3                |
| Шотландія (Official Charts Company)        | 18               |
| Іспанія (PROMUSICAE)                       | 8                |
| Швеція (Sverigetopplistan)                 | 27               |
| Швейцарія (Media Control AG)               | 2                |
| Велика Британія (Official Charts Company)  | 17               |
| Велика Британія (UK Indie Chart)           | 1                |

## Хронологія релізу
| Країна                | Дата            | Формат              | Лейбл          |
| --------------------- | --------------- | ------------------- | -------------- |
| Австрія               | 18 березня 2014 | Цифрова дистрибуція | ORF-Enterprise |
| Європа                | 18 березня 2014 | Цифрова дистрибуція | ORF-Enterprise |
| Сполучені Штати       | 18 березня 2014 | Цифрова дистрибуція | ORF-Enterprise |
| Сполучене Королівство | 11 травня 2014  | Цифрова дистрибуція | ORF-Enterprise |

## Факти
- Через характерний стиль та мелодію пісні, Кончіту Вурст жартома прозвали дівчиною Джеймса Бонда, навіть створили трейлер до нового фільму про суперагента.[21]